# USS Cole (DDG 67)
Az USS Cole (DDG 67) egy irányított rakétákkal felszerelt romboló, az Amerikai Haditengerészet által üzemeltetett Arleigh Burke osztály egyik egysége. Az osztályt Arleigh Burke tengernagyról nevezték el, aki a második világháború egyik leghíresebb amerikai rombolóparancsnoka volt, míg a Cole névadója Darrell S. Cole tengerészgyalogos őrmester, akit a második világháború során, az Ivo Dzsima-i csatában esett el 1945. február 19-én.
A hajót 1991. január 16-án rendelte meg az Egyesült Államok Haditengerészete, építését 1994. február 28-án kezdték a Virginia állambeli Norfolkban, az Ingalls Shipbuilding hajóépítő vállalatnál. 1995. február 10-én bocsátották vízre és 1996. június 8-án állították szolgálatba.
Az USS Cole az Arleigh Burke osztályú rombolók közül az egyetlen, amely ellenséges támadás során veszteségeket szenvedett: 2000. október 12-én a jemeni Áden kikötőjében öngyilkos támadást hajtottak végre a hajó ellen. A robbanás következtében 17 tengerész életét vesztette, további 39 megsérült, a hajó pedig súlyos károkat szenvedett. Miután A Cole-t visszavontatták Norfolkba, a hajótesten keletkezett károkat kijavították és 2003-ra ismét szolgálatba állították.

## Építése

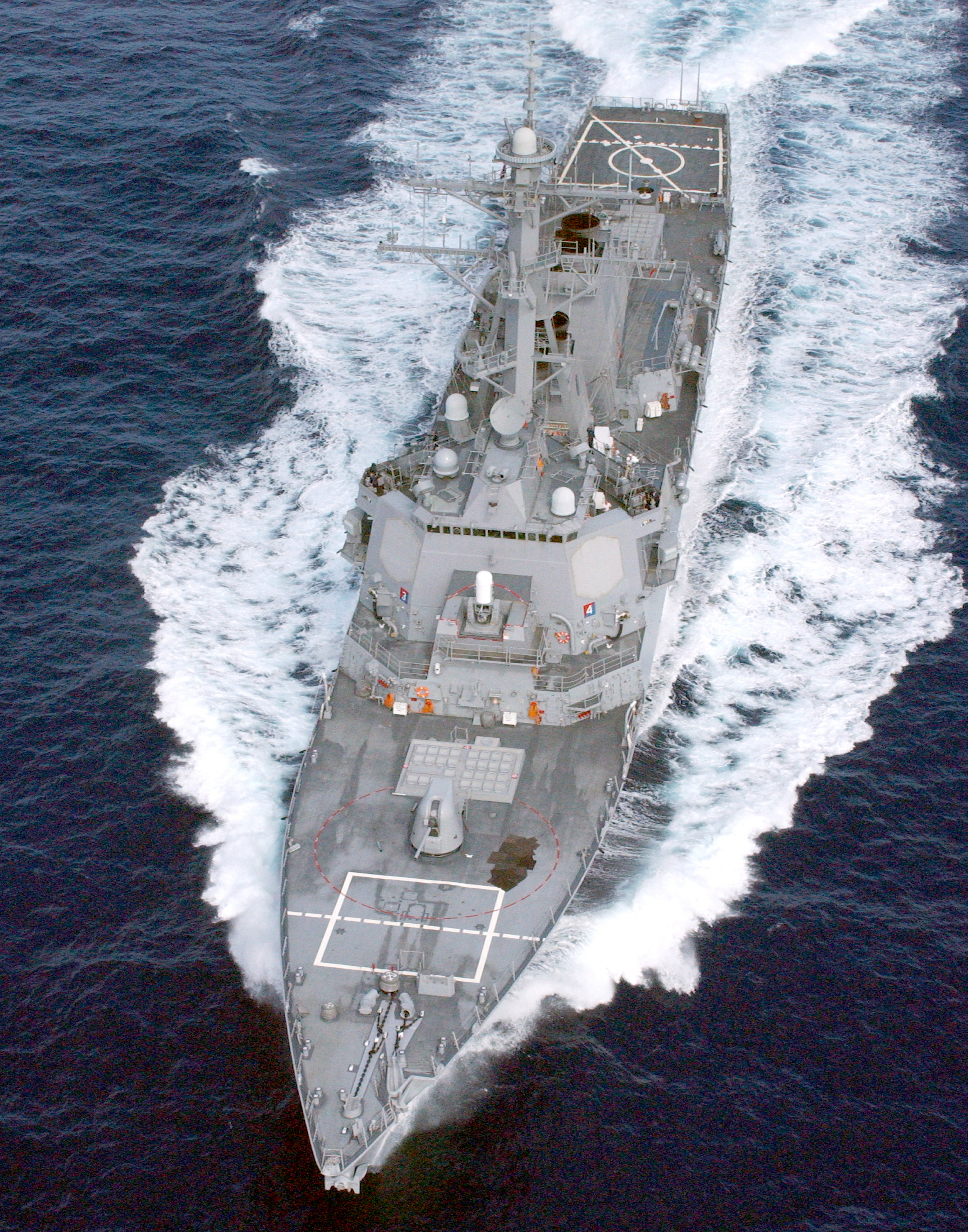
A Cole 2002-ben Puerto Rico partjainál, a terroristatámadás utáni első útján. A képen kiválóan látszanak az Arleigh Burke osztályú rombolók jellegzetességei: az 5/54 ágyú, mögötte a 29 cellás rakétaindító rendszer, emögött a Phalanx CIWS, a felépítmény két oldalán az AN/SPY-1 lokátor, a hátsó fedélzeten a 61 cellás rakétaindító és a helikopter-leszálló.

A Cole-t 1991. január 16-án rendelte meg Az Amerikai Egyesült Államok Haditengerészete, építését 1994. február 28-án kezdték meg.
A Cole az ún. Flight I sorozat hajója volt, az Arleigh Burke osztály első sorozata, amelyet még az 5''/54 kaliberű (127 mm űrméretű, 6858 mm hosszú) ágyúval szereltek fel. A Cole fő fegyverzete az Mk 41 típusú függőleges rakétaindító rendszer 1 x 29 (első fedélzet) és 1 x 61 (hátsó fedélzet) cellával, amelyekből BGM–109 Tomahawk cirkálórakétákat, RGM—151 Harpoon felszíni célpontok elleni rakétákat, illetve légvédelmi rakétákat lehet kilőni.
A rakéták irányítását a híd alatt elhelyezett AN/SPY-1 aktív fázisvezérelt lokátor, illetve AEGIS felderítő- és fegyverrendszer végzi.

Az USS Cole-t vízrebocsátják, miután kijavították a 2000-es terrortámadás során keletkezett károkat. A képen jól kivehető az AN/SPY-1 lokátor fedele (a felépítmény két oldalán), illetve a Phalanx CIWS lokátorirányítású géppuska (közvetlenül a felépítmény előtt).

A felépítmény előtt és mögött találhatók a Phalanx CIWS típusú lokátorvezérelt géppuskák, amelyek a hajó rakétavédelmi rendszerét alkotják.

## Szolgálata
A Cole-t 1995. február 10-én bocsátották vízre és 1996. március 11-én adták át a Haditengerészetnek. 1996. június 8-án állt szolgálatba.
Az első kiképzési célú tengerentúli utakat követően az első éles bevetésre 1998 február - szeptember között került sor, amikor a Cole a John C. Stennis haditengerészeti harccsoport részeként a Perzsa-öbölben tartózkodott. Ezt követően a Cole visszatért honi kikötőjébe, hogy végrehajtsák rajta az első nagyjavítást.
2000-ben a Cole-t a George Washington haditengerészeti harccsoport részeként ismét éles bevetésre vezényelték a Földközi-tengeren és a Vörös-tengeren. 2000. október 12-én éppen a jemeni Áden kikötőjében horgonyzott és üzemanyagot vételezett, amikor az Al-Káida terrorista támadást hajtott végre a hajó ellen.

### Támadás az USSColeellen

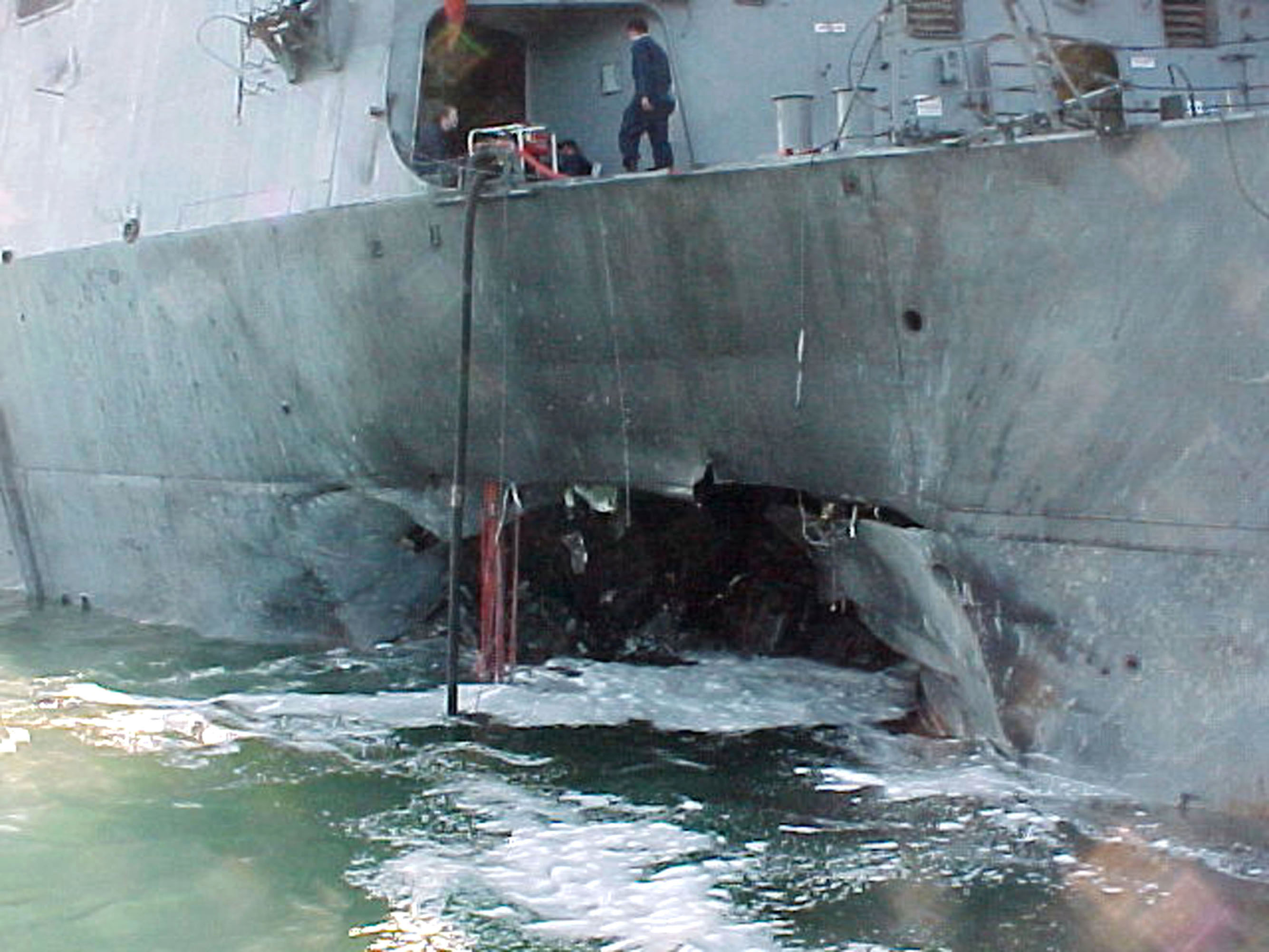
Az USS Cole oldala a 2000-es bombatámadás után.

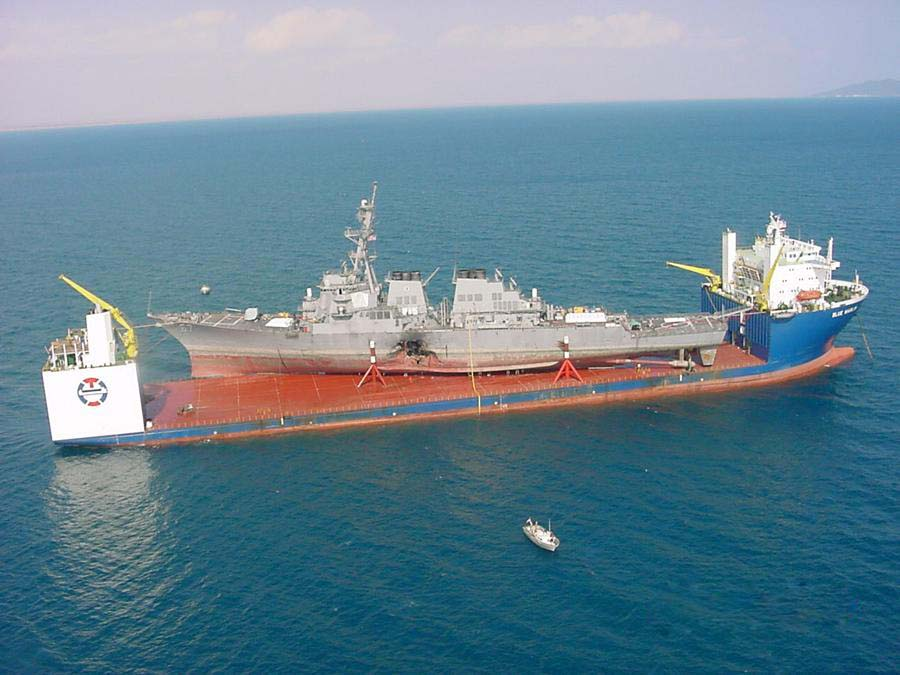
Az USS Cole a Blue Marlin fedélzetén, útban az Egyesült Államok felé

2000. október 12-én reggel a Cole, Kirk Lippold parancsnok irányítása alatt horgonyt vetett Áden kikötőjében, hogy üzemanyagot vételezzen. A kikötési műveletet 9.30-ra fejezték be, az üzemanyagot 10.30-kor kezdték szivattyúzni. Helyi idő szerint 11.18-kor egy kis csónak közelítette meg a hajó bal oldalát. A csónakot az Al-Káida által kiképzett terroristák irányították és a Cole közelébe érve felrobbantották a fedélzeten található robbanóanyagokat. A hajótesten a kumulatív töltetként megformázott, kb. 200–300 kg robbanóanyag egy 12 x 12 méteres rést szakított. A robbanás éppen a hajótestnek azt a részét érintette, ahol a konyha és az étkező található és a legénység jelentős része itt gyülekezett ebédre. A robbanás során 17 tengerész életét vesztette, további 39-en megsebesültek. A sebesülteket az első orvosi ellátás után Németországba, a Ramstein légitámaszpont mellett található Landstuhl egészségügyi központba szállították, az utókezelésre az Egyesült Államokban került sor.
A robbanás után a hajó legénysége sikeresen eloltotta a kitört tüzet és elhárította a hajógépészeti térben keletkezett károk egy részét. A hajó testét keletkezett rést búvárok vizsgálták meg és úgy találták, hogy a hajó gerincét nem érte kár. Ezt követően döntött úgy a haditengerészet vezetése, hogy a Cole-t visszaszállítják az Egyesült Államokba és kijavítják a sérüléseket.

#### Az Al-Káida felelőssége
A támadást nagy valószínűséggel az Al-Káida terrorszervezet követte el.
2001 júniusában a szervezet volt vezetője, Oszáma bin Láden megemlítette a támadást és követőit további támadások végrehajtására buzdította.
Bár nem kapott nagy nyilvánosságot, de a Cole előtt az Al-Káida már megtámadott egy másik amerikai hadihajót. Az USS The Sullivans (DDG 68) 2000. január 3-án kötött ki Áden kikötőjében, ahol szintén egy robbanóanyaggal megrakott csónakot akartak a hajó mellett felrobbantani. Azonban a csónak annyira túl volt terhelve, hogy megbillent, felborult és elsüllyedt, és ezzel a támadás meghiúsult.
A Cole elleni támadást 2000 januárjában Kuala Lumpurban tartott Al-Káida értekezleten vitatták meg. Az értekezleten részt vett Hálid al-Mihdár, aki később a 2001. szeptember 11-ei terrortámadások egyik kulcsfigurája volt. 2000 júniusában Hálid meglátogatta feleségét Jemenben, aki abban a házban lakott, amelyet az Al-Káida kommunikációs központként is használt. Miután megszervezte és irányította a Cole elleni támadást, Hálid visszatért az Egyesült Államokba, ahol folytatta a 2001-es támadásokra való felkészülést. Hálid egyike volt azoknak, akik eltérítették az American Airlines 77-es járatát és a Pentagon épületébe vezették.

#### Mentési akció

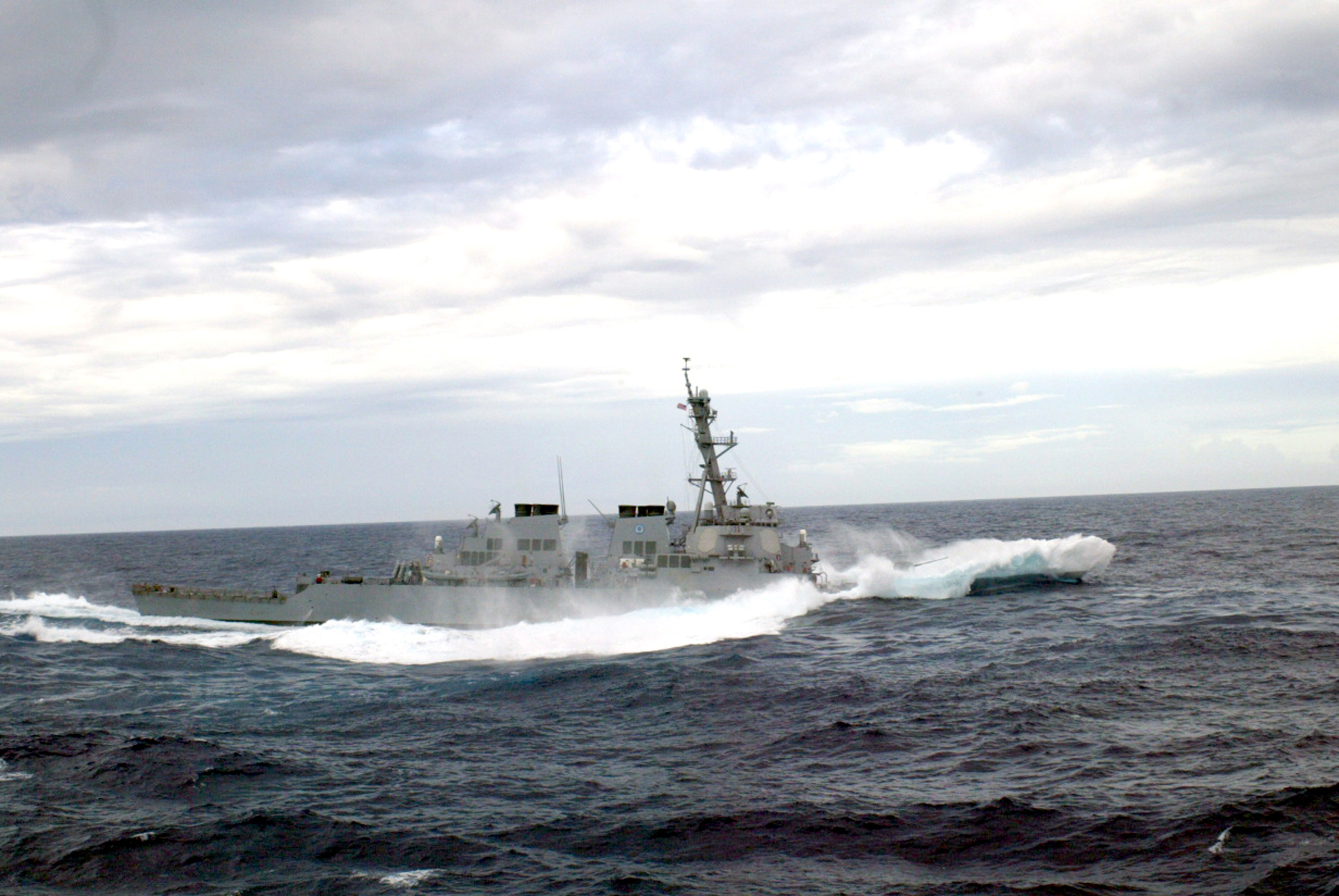
A Cole viharos tengeren hajózik 2003-ban, a támadás utáni első éles bevetésén

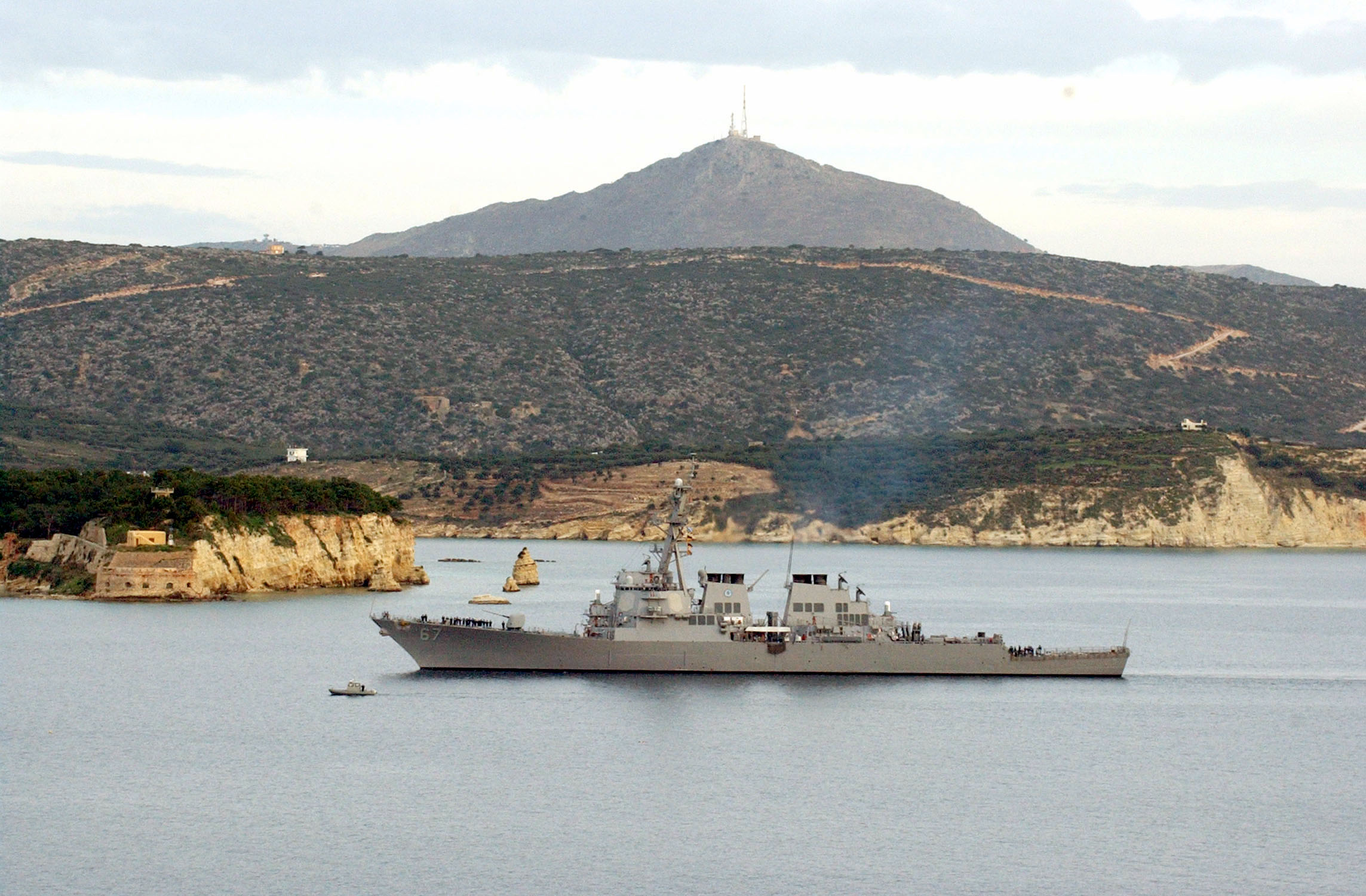
A Cole 2004. január 12-én behajózik a görögországi Souda Bay haditengerészeti támaszpontba, a támadás után első éles bevetés során

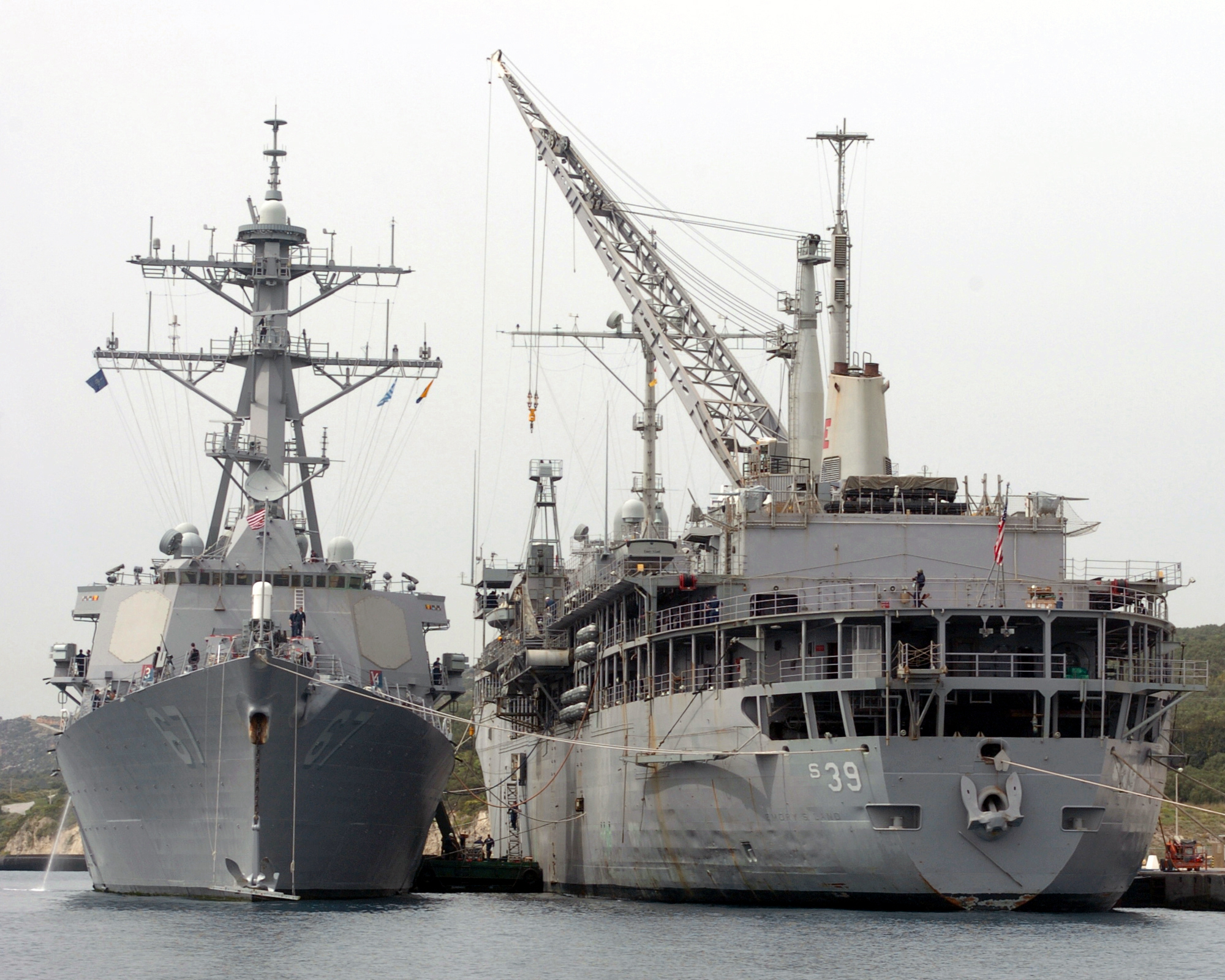
Az USS Cole és az USS Emory S. Land (AS 39) 2004 márciusában

A támadás idején a Brit Királyi Haditengerészet egyik fregattja, az HMS Marlborough (F233) tartózkodott a legközelebb a Cole-hoz és azonnal a helyszínre indult, illetve hathatós segítséget nyújott a károk elhárításában és a sebesültek ellátásában. A legsúlyosabban sérült tengerészeket egy francia katonai kórházba szállították Dzsibutiban, majd állapotuk stabilizálódása után továbbszállították őket Németországba.
A támadás után néhány órával érkeztek a helyszínre az első amerikai katonai egységek, a légierő és a tengerészgyalogság gyorsreagálású egységei, amelyet a hadihajó közvetlen környezetét, illetve a kikötőt biztosították. Ezt követően érkezett Ádenbe az USS Donald Cook (DDG 75) és az USS Hawes (FFG 53), amelyek logisztikai és műszaki segítséget nyújtottak a Cole-nak. Néhány napon belül további 5 amerikai hajó érkezett Ádenbe, amelyek elszállásolták és ellátták a Cole személyzetét, biztosították a kikötőt, illetve segítettek a kárelhárításban.
Miután megszületett a döntés a Cole helyreállításáról, a norvég MV Blue Merlin szállítóhajót bérelték fel, hogy a hajót visszaszállítsa az Egyesült Államokba. A Blue Marlin fedélzetére vette a Cole-t és 2000. december 24-én érkezett meg a Mississippi állambeli Pascagoula kikötőbe, ahol a Cole javították.

#### Felelősségrevonás
2007. március 214-én Robert G. Doumar amerikai szövetségi bíró döntésében Szudán kormányát nevezte meg a támadás felelősének. A pert a támadásban elhunyt 17 tengerész hozzátartozói indították, akik azt állították, hogy a támadást az Al-Káida nem tudta volna végrehajtani a szudáni kormány hathatós támogatása nélkül. A bíró ítéletében igazat adott a felpereseknek és arra kötelezte a szudáni kormányt, hogy az áldozatot hozzátartozóinak 8 millió dollár kártérítést fizessen.
A döntés ellenére 2008-ra a támadás megszervezésével és végrehajtásával vádolt összes személy szabadlábon volt: egyesek megszöktek a jemeni börtönökből, másokat a jemeni kormányzat helyezett szabadlábra.
A támadás szervezésével vádolt Abd al-Rahim al-Nashiri jemeni származású szaúdi állampolgárt 2002-ben Afganisztánban foglyul ejtették. Egy másik főszervezető, Abu Ali al-Harithi egy robotrepülőgépes támadás során vesztette életét 2002 novemberében Jemenben. A támadásban való részvétellel vádolt Dzsamal al-Badavit (angolos átírással Jamal Ahmad Mohammad Al Badawi) Jemenben halálra ítélték, de megszökött a börtönből. A bujkáló al-Badavit 2019. január 6-án ölték meg az amerikaiak ugyancsak légicsapással. A támadás megszervezésével szintén megvádolt Fahd Mohammed Ahmed al-Quso 2012. május 6-án vesztette életét Jemen területén egy amerikai légitámadás következményeként.

#### Parancsnoki felelősség
A támadás után lefolytatott belső vizsgálat felmentette a hajó parancsnokát, Kirk Lippoldot. A jelentés szerint a parancsnok "helyesen járt el, amikor a rendelkezésre álló információk és saját értékelése alapján döntött a kikötőben foganatosított intézkedésekről". A jelentésben hozzátették, hogy a parancsnok nem rendelkezett sem a megfelelő hírszerzési információkkal, kiképzéssel, felszereléssel vagy biztonsági erőkkel, amelyekkel sikeresen meg tudta volna akadályozni az előre kitervelt, eltökélt támadást.
A jelentés megállapításai ellenére 2006-ban a Lippold parancsnokot nem léptették elő és 2007-ben nyugállományba helyezték.

### További szolgálata
A Cole 2002. április 14-én elhagyta Pascagoula kikötőjét, miután véget ért a 14 hónapig tartó, 250 millió dolláros javítás. A hajó ezután intenzív kiképzésen vett részt, majd 2003. november 29-ével ismét aktív szolgálatba állt. Az első tengerentúli szolgálati út 2004. május 27-én ért véget, amikor a Cole visszatért Norfolkba.
2005-ben a Cole-t a Balti-tengerre vezényelték, ahol NATO hadgyakorlaton vett részt, majd július elejére visszatért Philadelphiába. 2006. június 8-án vezényelték a hajót első alkalommal a Közel-Keletre a bombatámadás után, ahonnan 2006 decemberében tért vissza a honi kikötőjébe.

## További képek

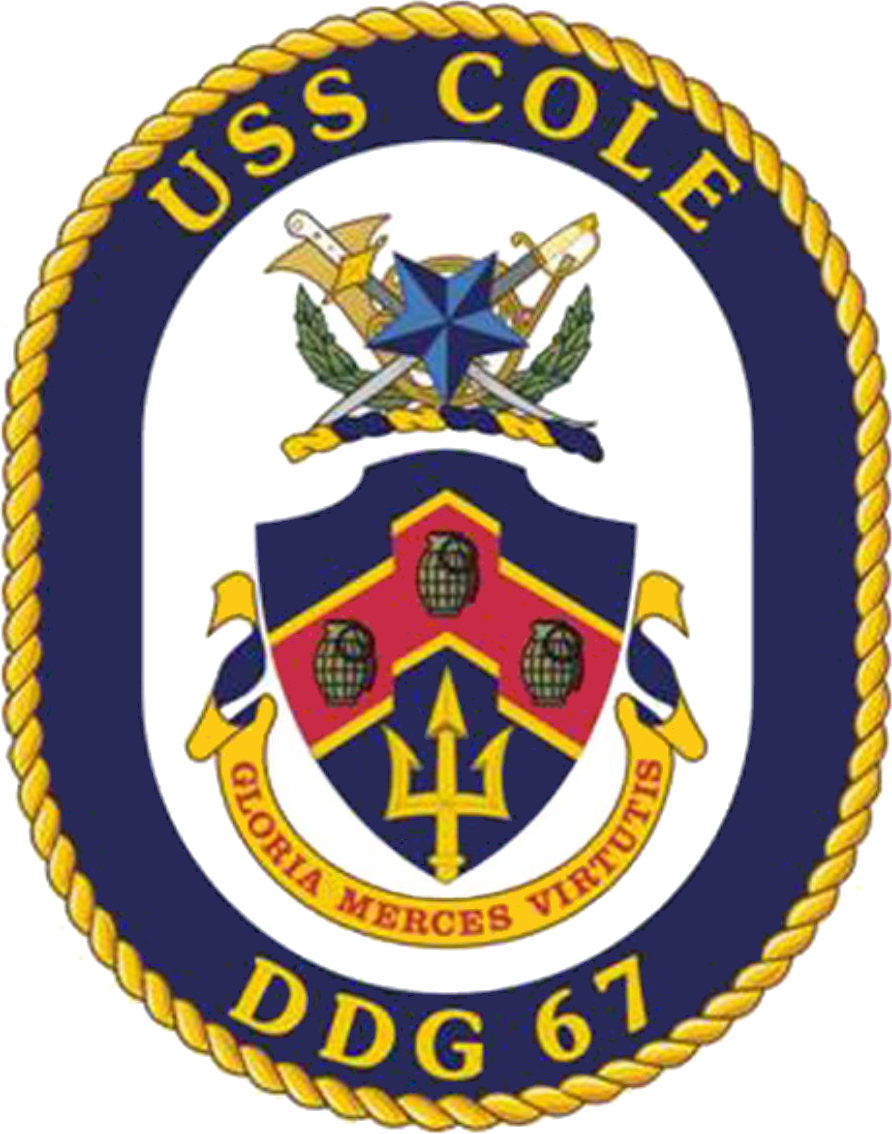
Az USS Cole címere. Jelmondata: Gloria Merces Virtutis
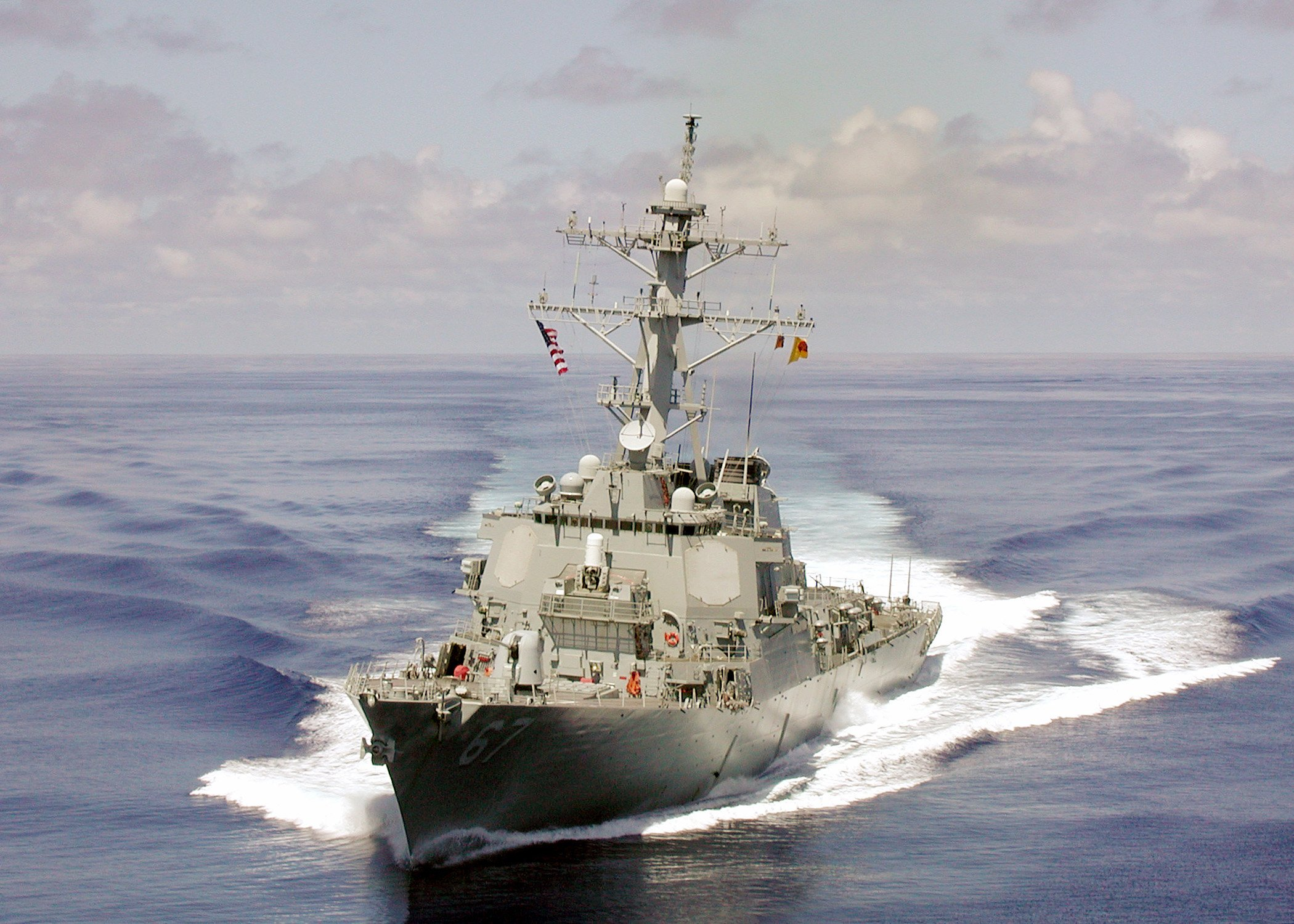
Az USS Cole egy hónappal a 17 halálos áldozatot követelő támadás előtt, 2000. szeptember 14-én
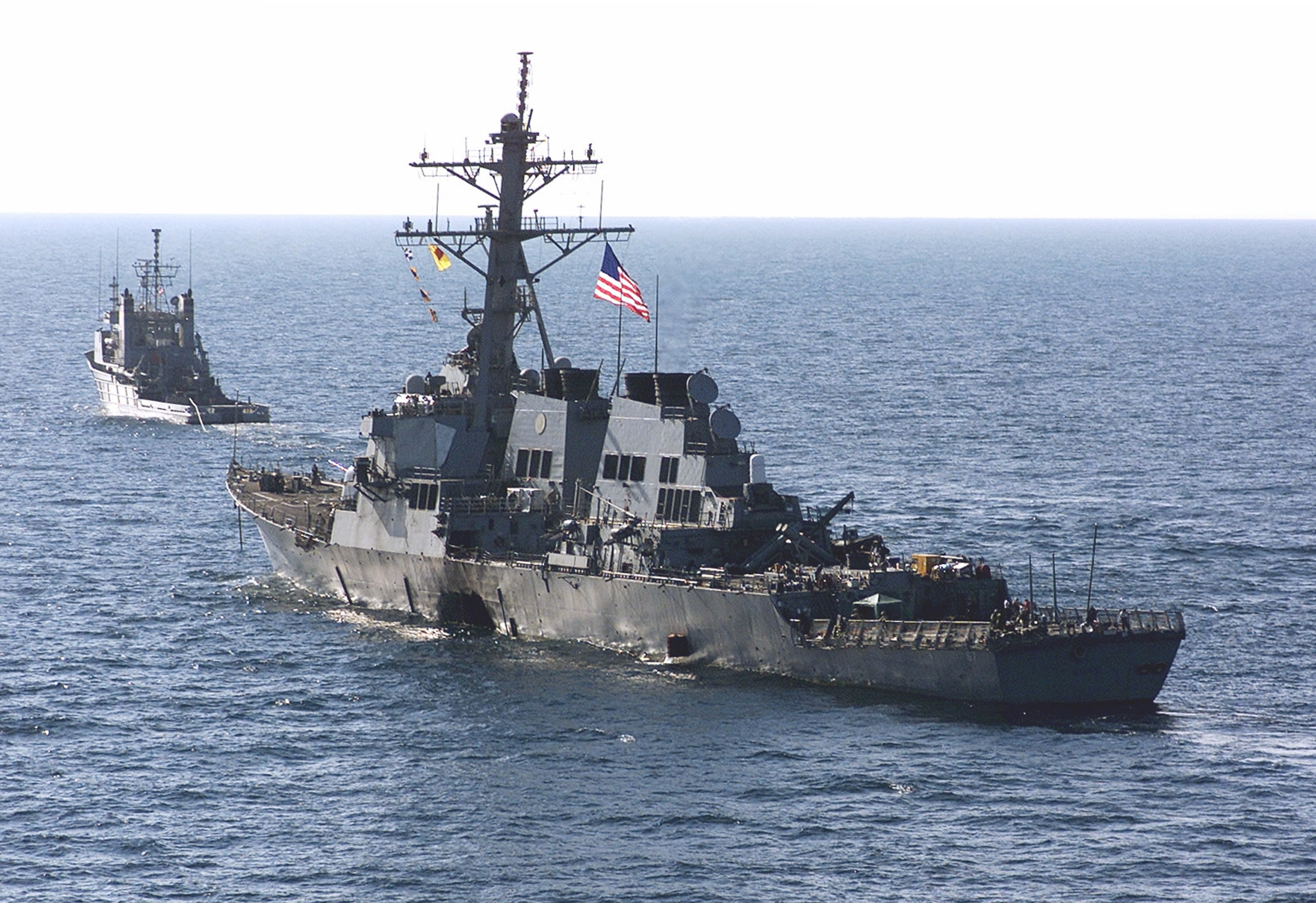
Az USS Cole-t kivontatja az ádeni kikötőből az USNS Catawba (T–ATF 168) vontatóhajó, 2000. október 29.
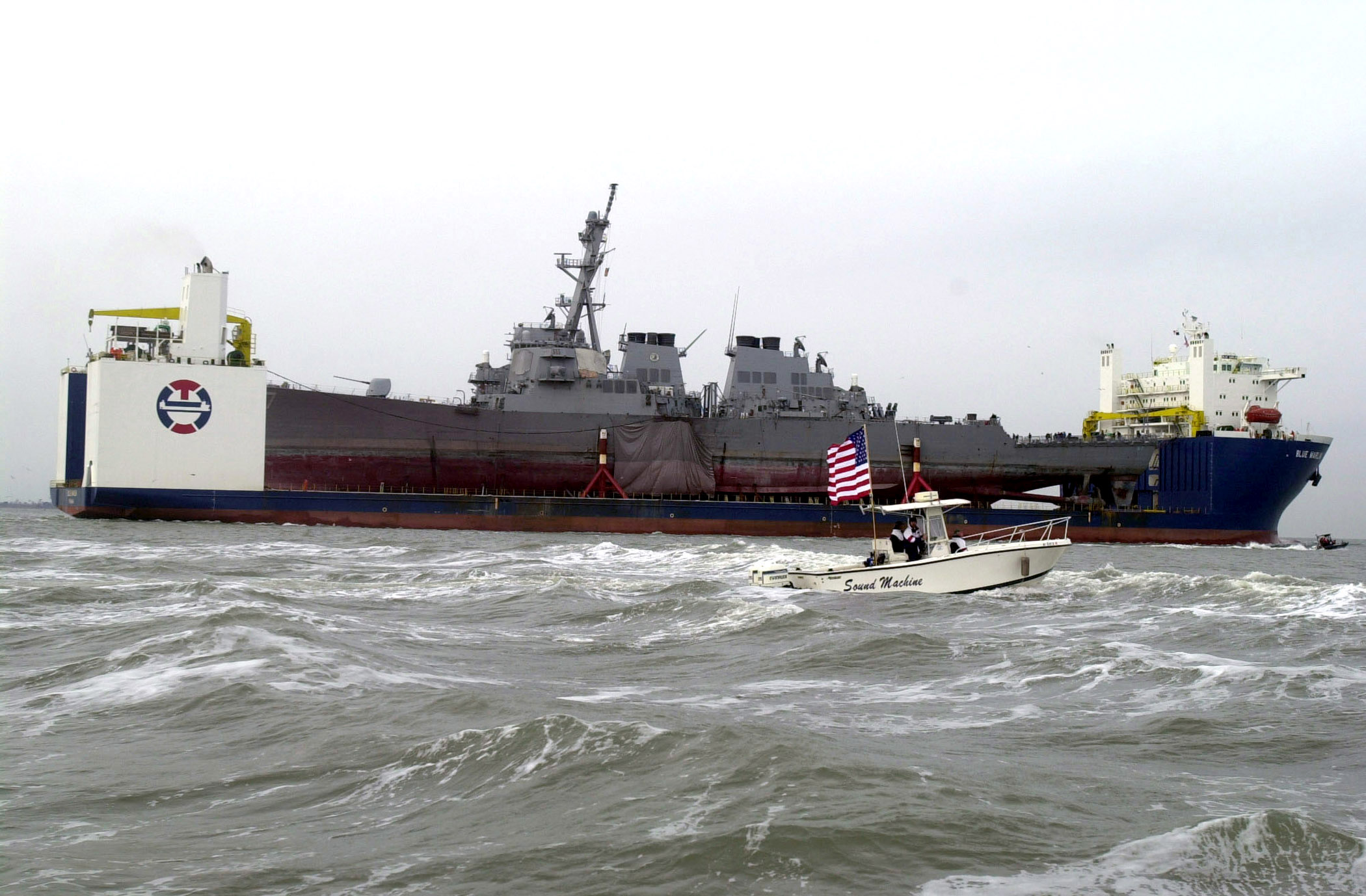
A Cole a Blue Marlin fedélzetén
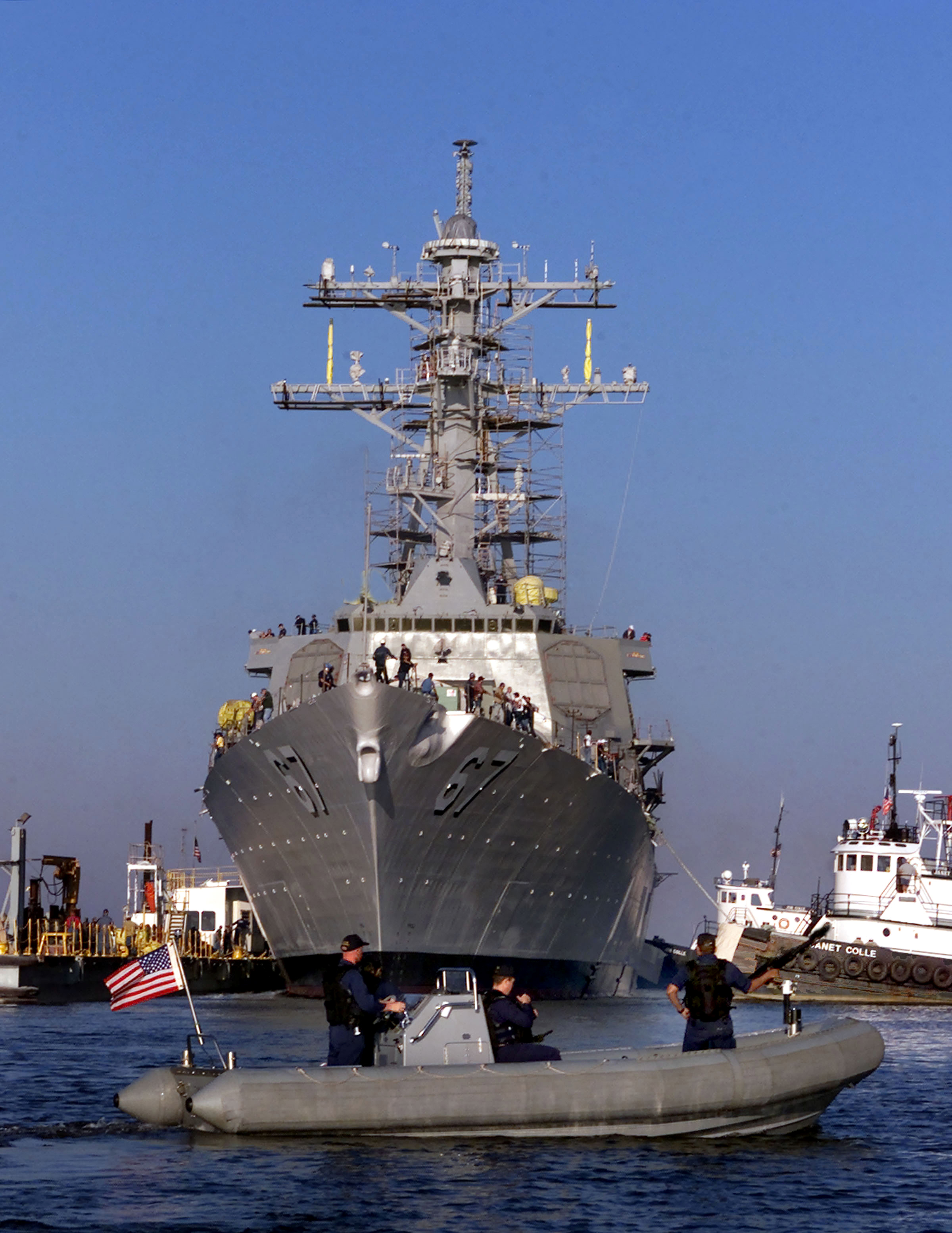
A Cole-t vízrebocsátják 2001. szeptember 14-én, miután befejezték a 14 hónapig tartó, 250 millió dollár költségű javítást, 3 nappal a szeptember 11-i támadások után
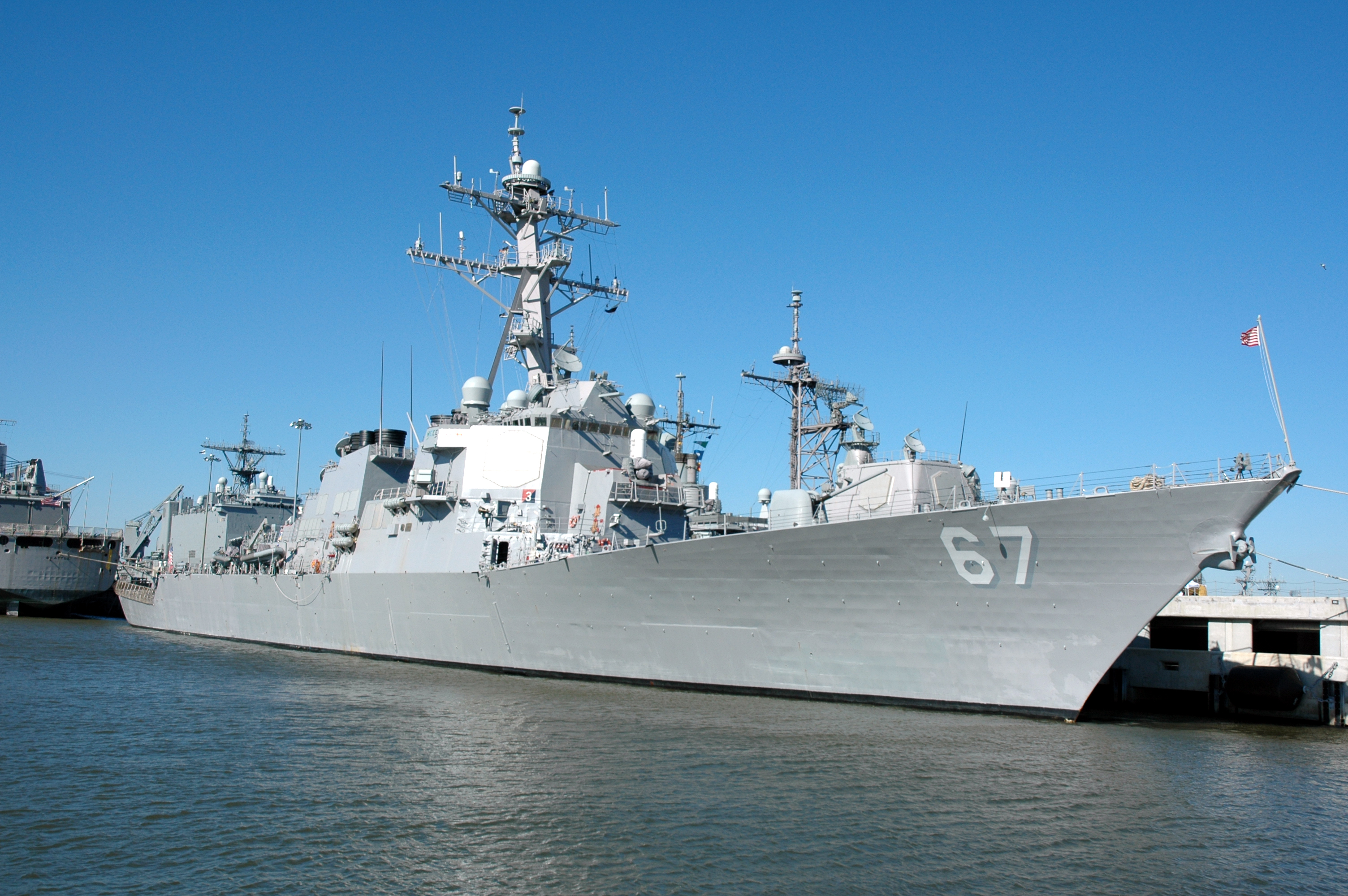
Az USS Cole 2005-ben a honi kikötőjében, a Virginia állambeli Norfolkban
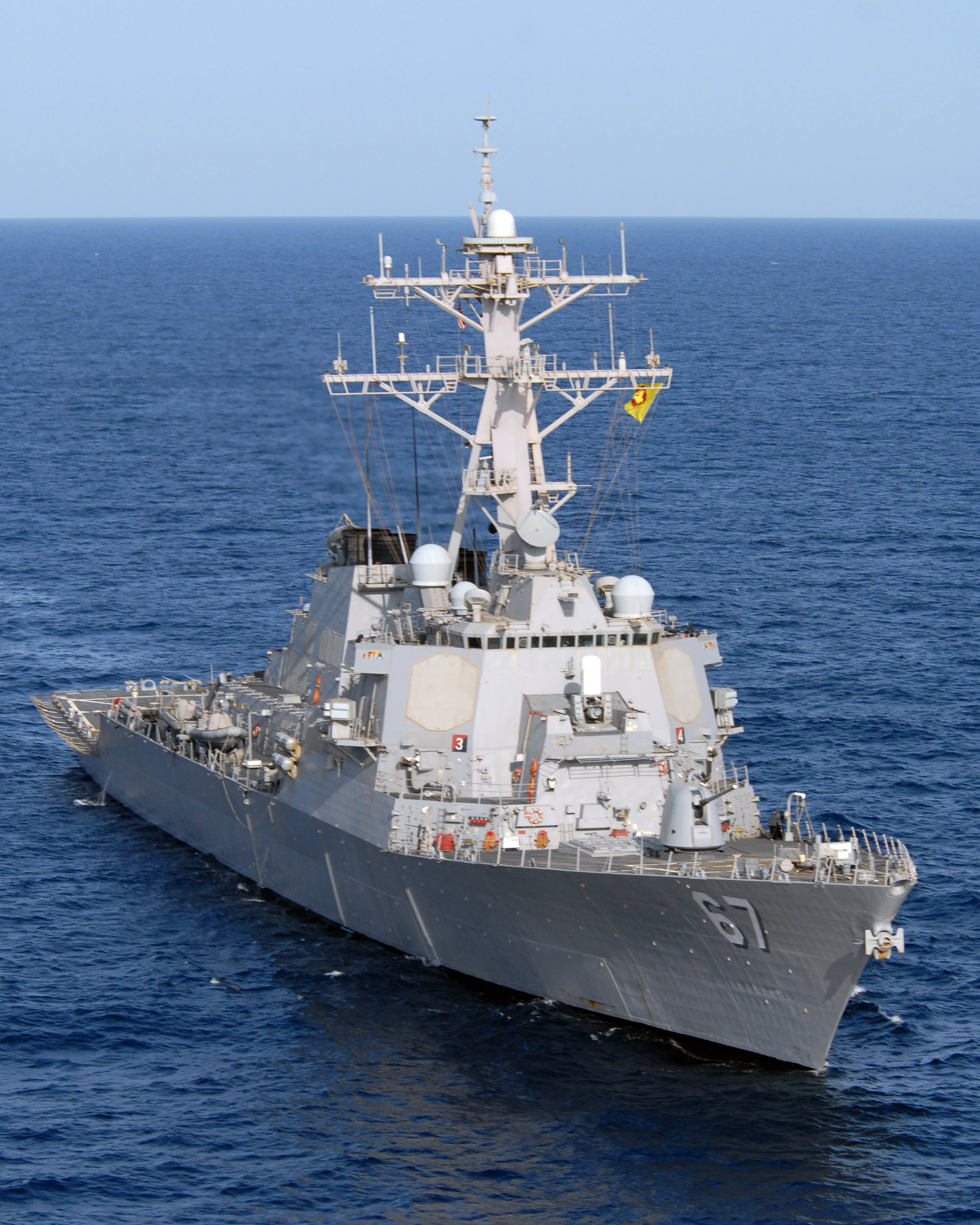
A Cole 2006-ban az Ádeni-öbölben járőrözik
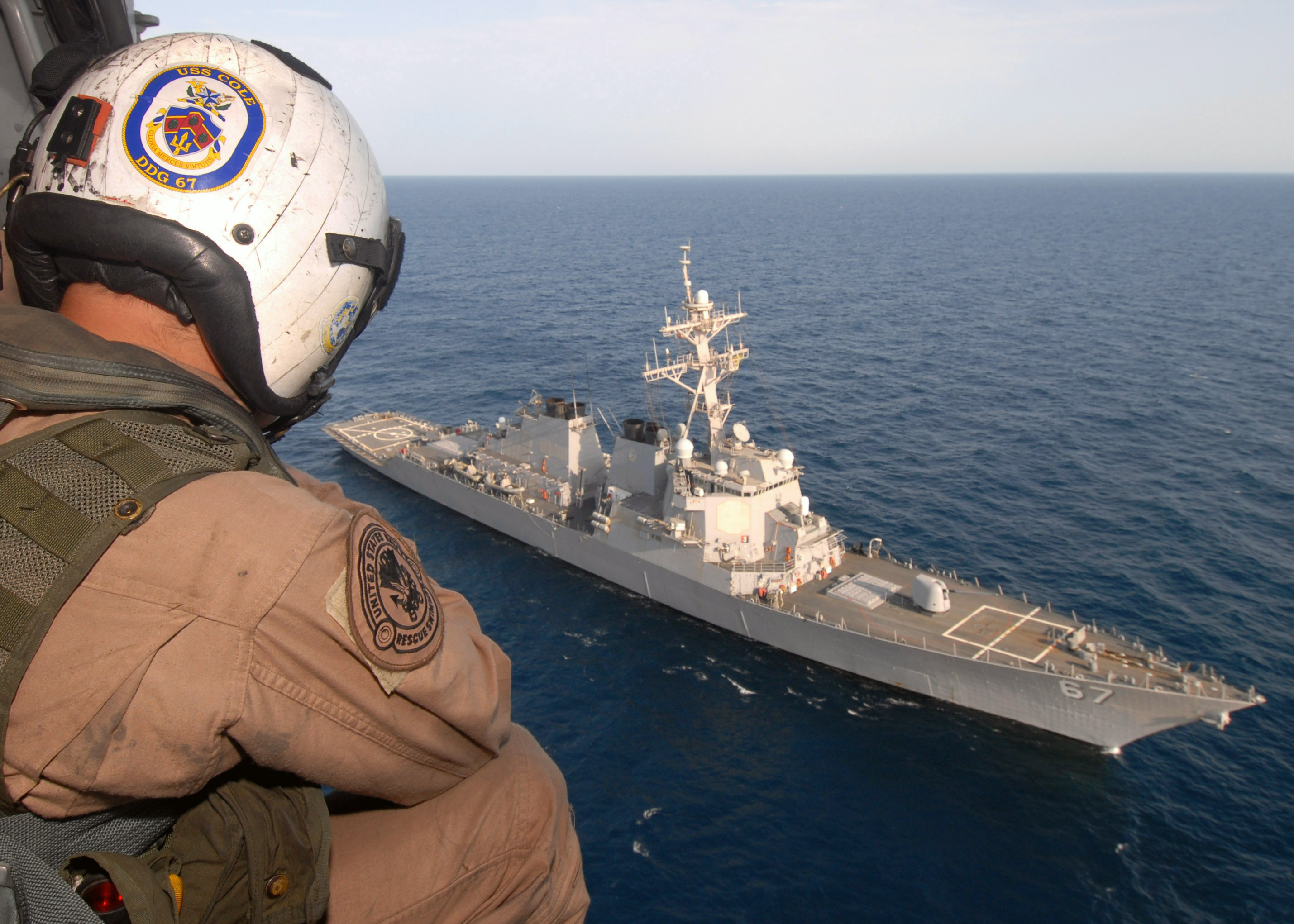
A Cole egy SH–60 Sea Hawk helikopter fedélzetéről, 2006 augusztus
A Cole legénységi étkezője
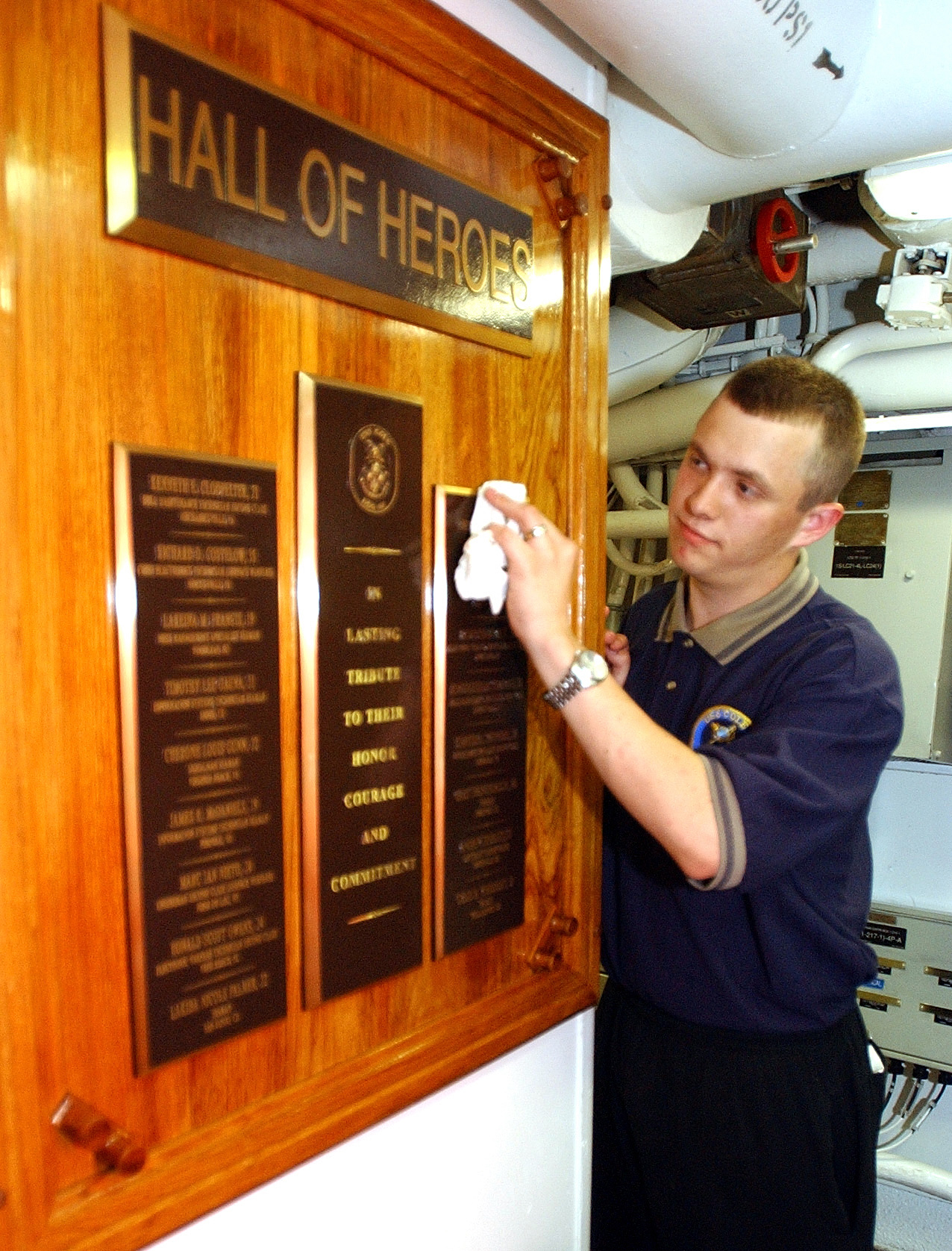
A 2000-es támadásban elhunyt 17 tengerész emlékműve a hajón található Hall of Heroes helységben
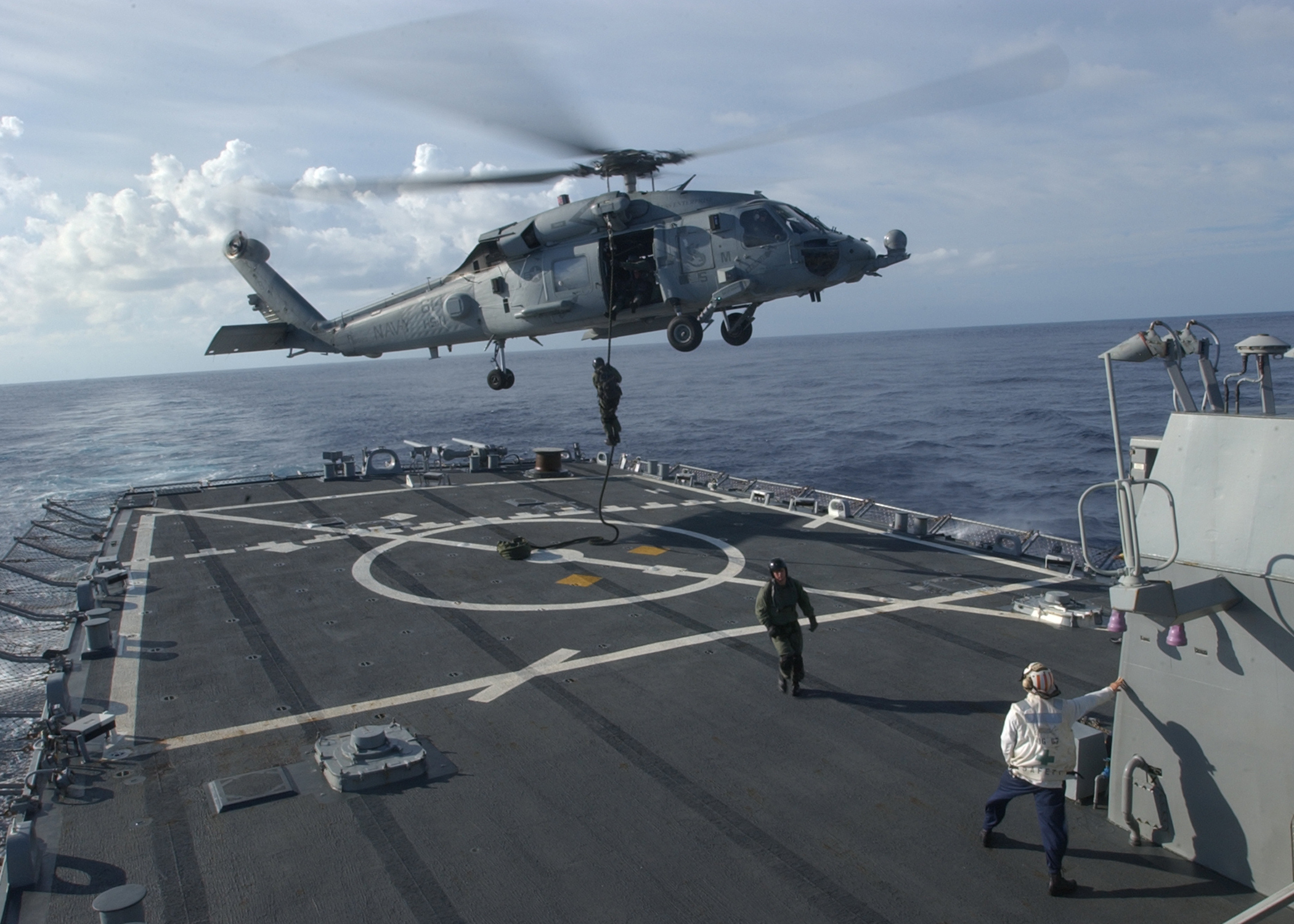
Gyorsreagálású tűzszerészek a helikopterről való gyors leszállást gyakorolják a Cole fedélzetén
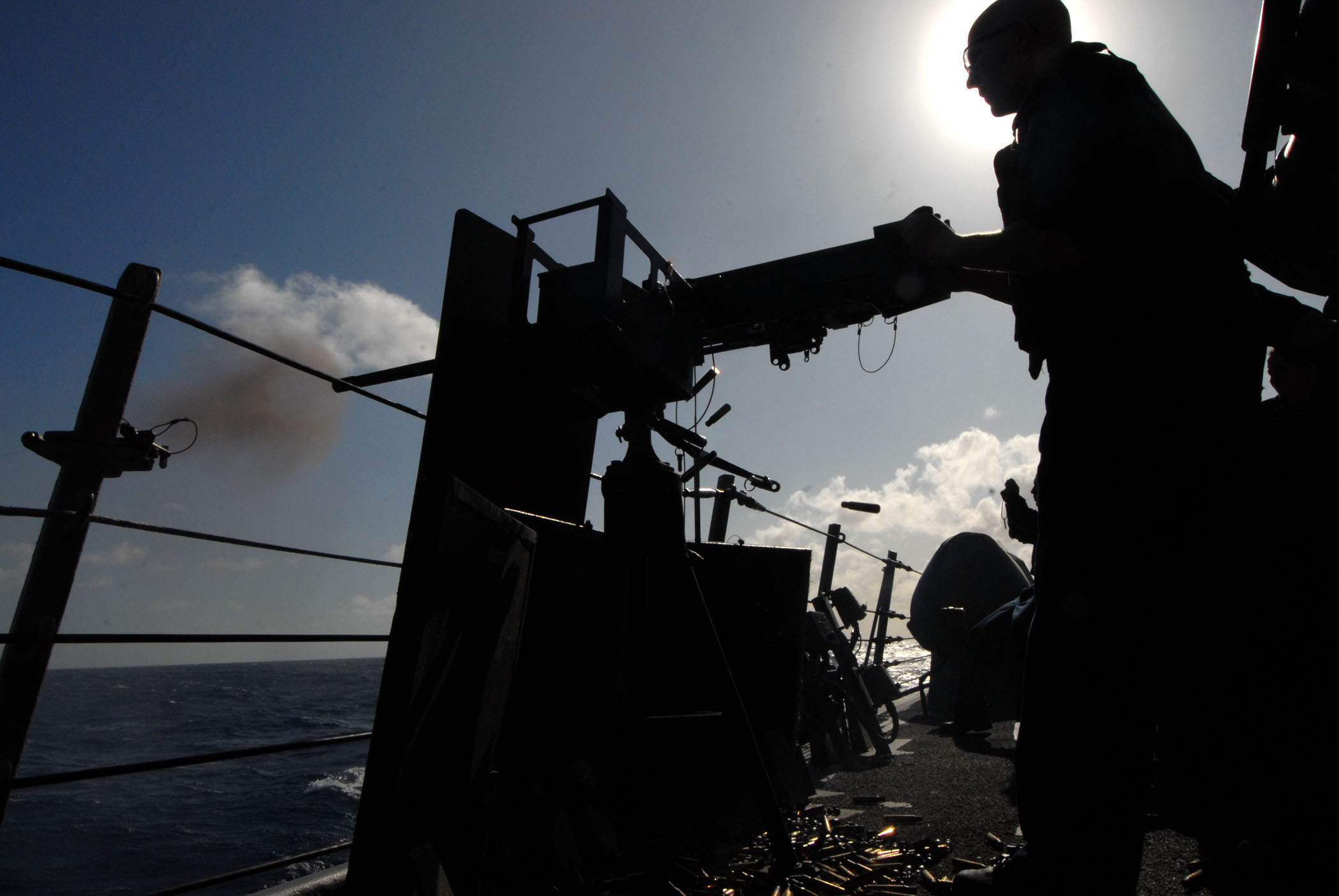
Éles lőgyakorlat a fedélzeti 12,7 mm-es géppuskákkal
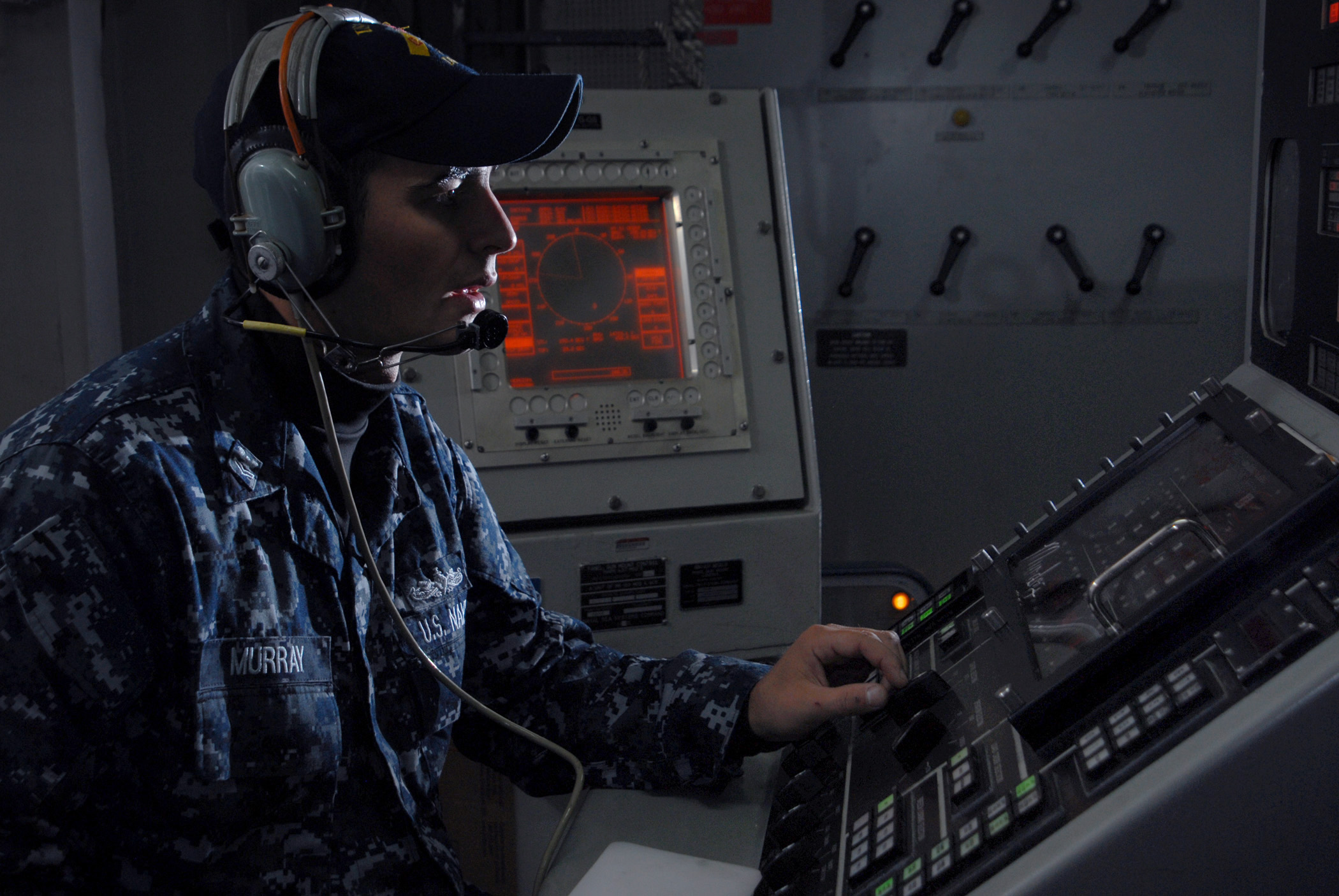
A 127 mm-es hajófedélzeti ágyú lőszerraktárának harcálláspontja
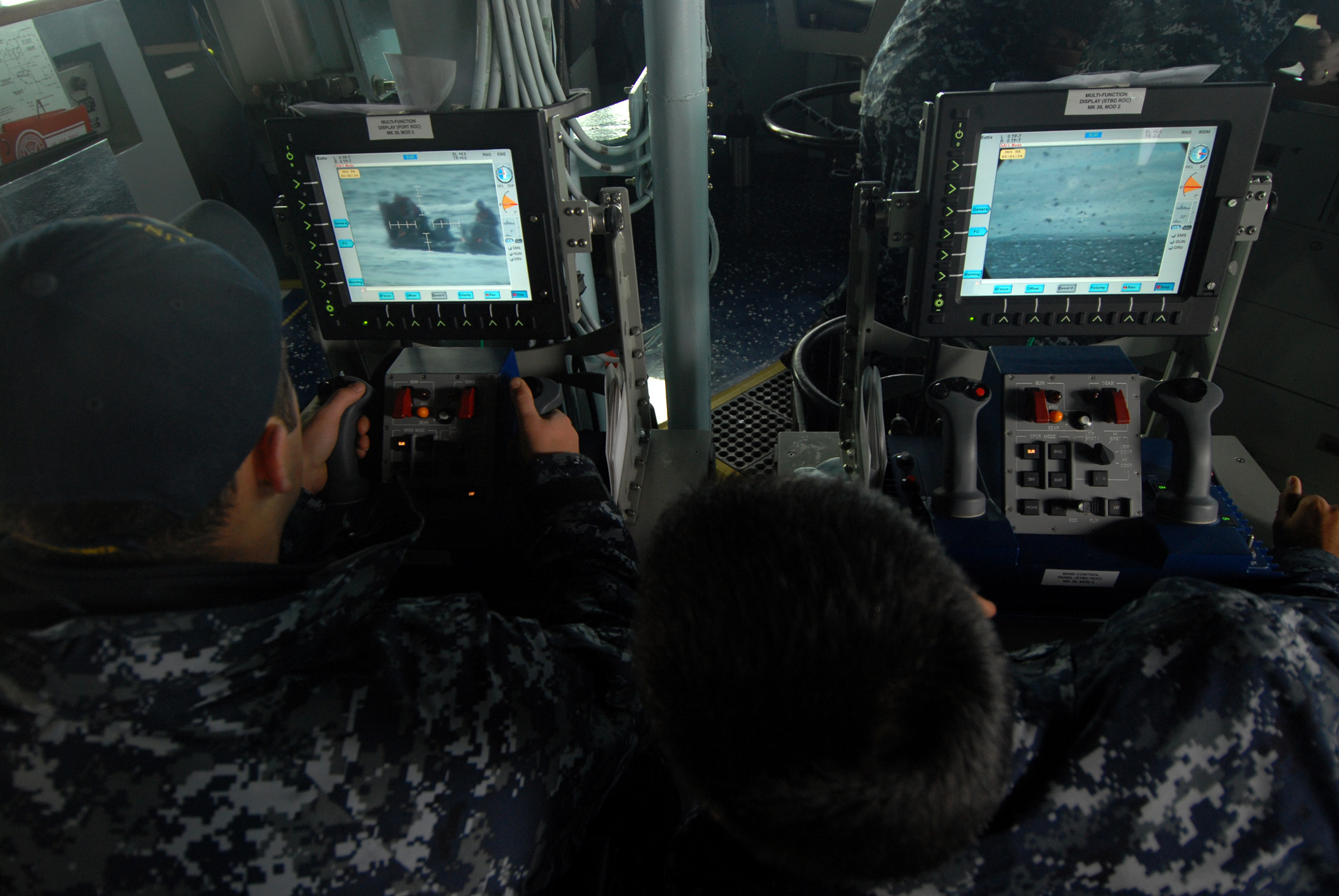
A Cole két tengerésze a távirányítású 25 mm-es ágyúk kezelőpultjánál. Az Exercise Joint Warrior 09-2 keretében azt gyakorolták, hogyan lehet elhárítani a 2000-es merénylethez hasonló támadásokat
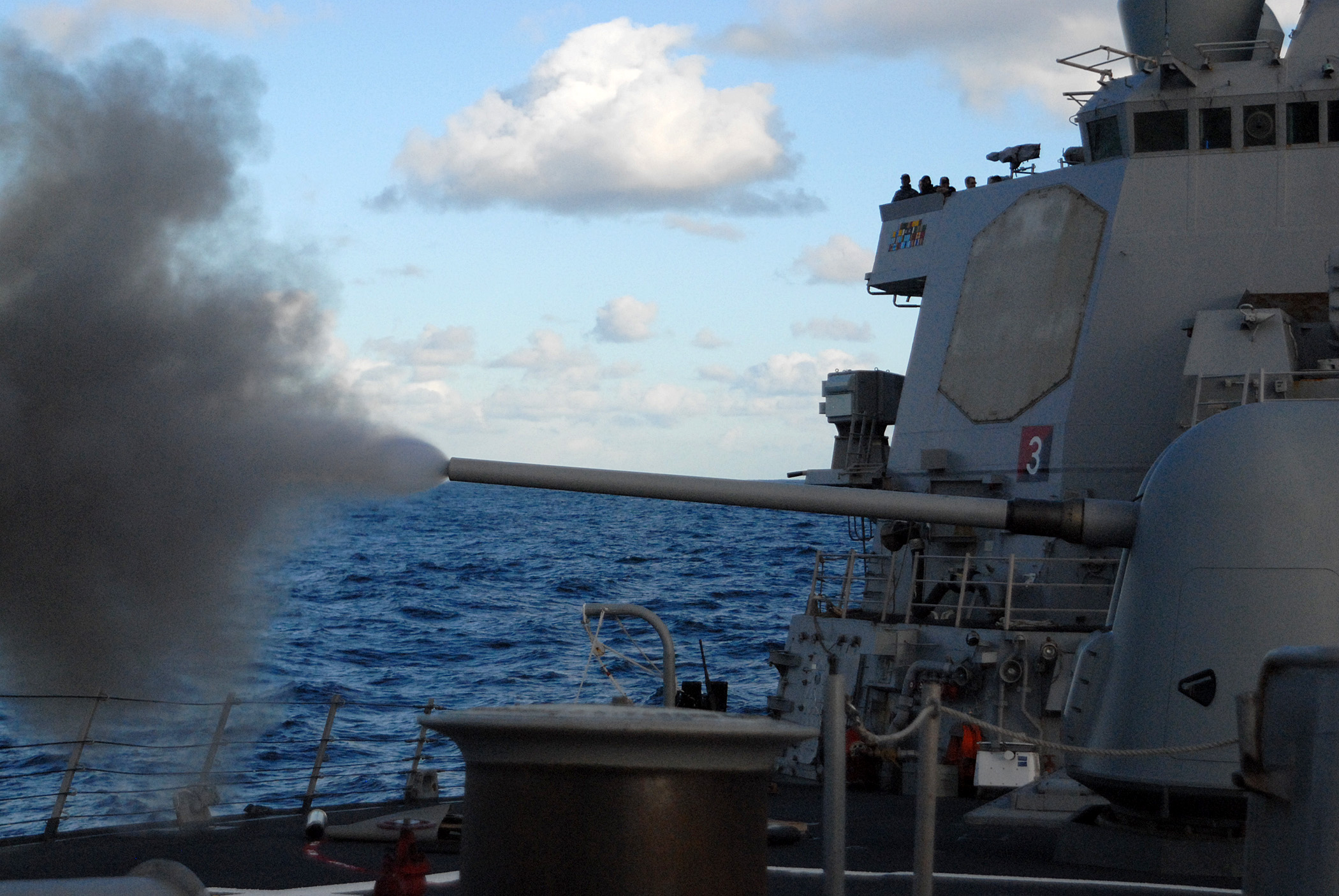
Éles lőgyakorlat a 127 mm-es 5''/54 ágyúval
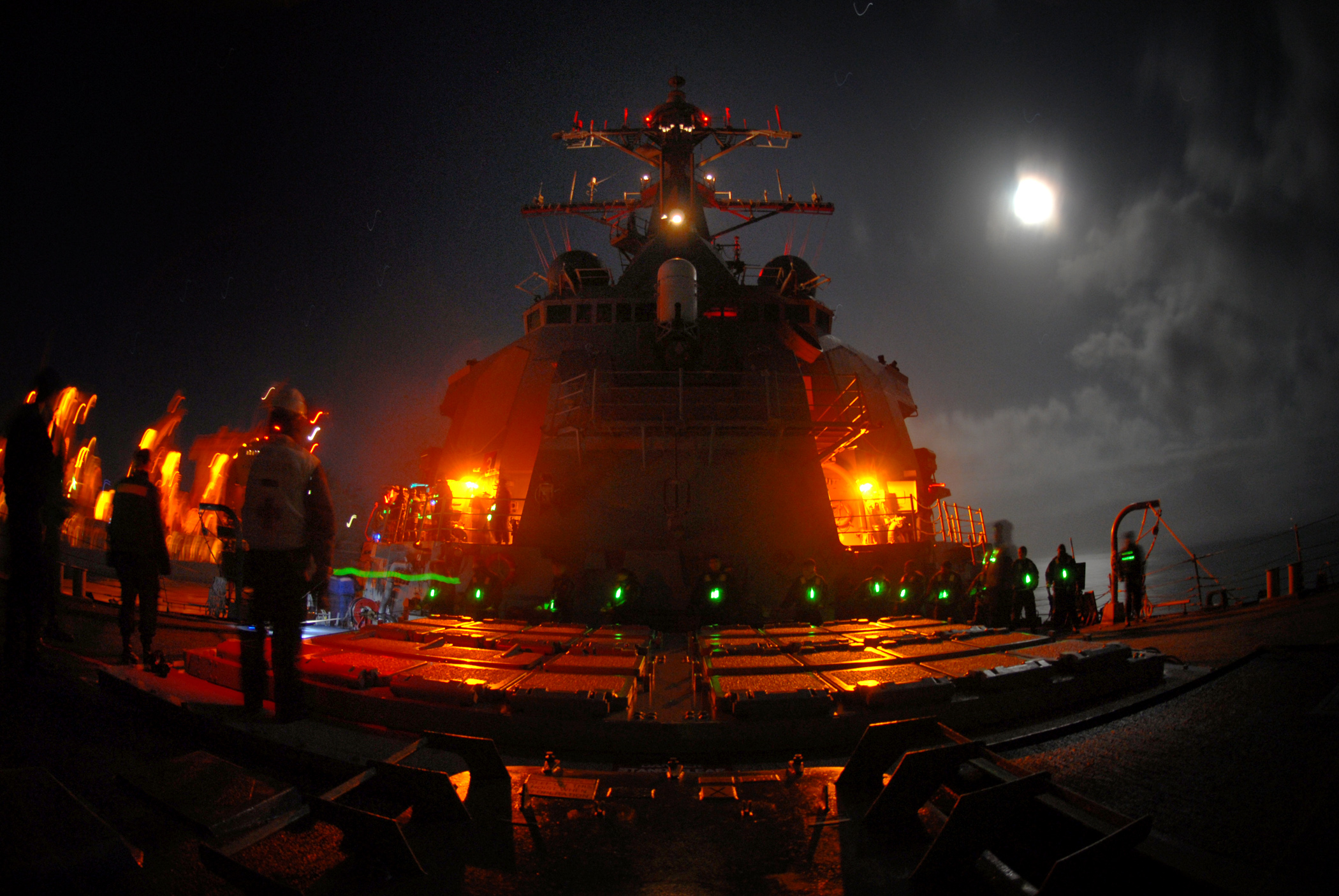
Éjszakai utánpótlási gyakorlat 2009-ben
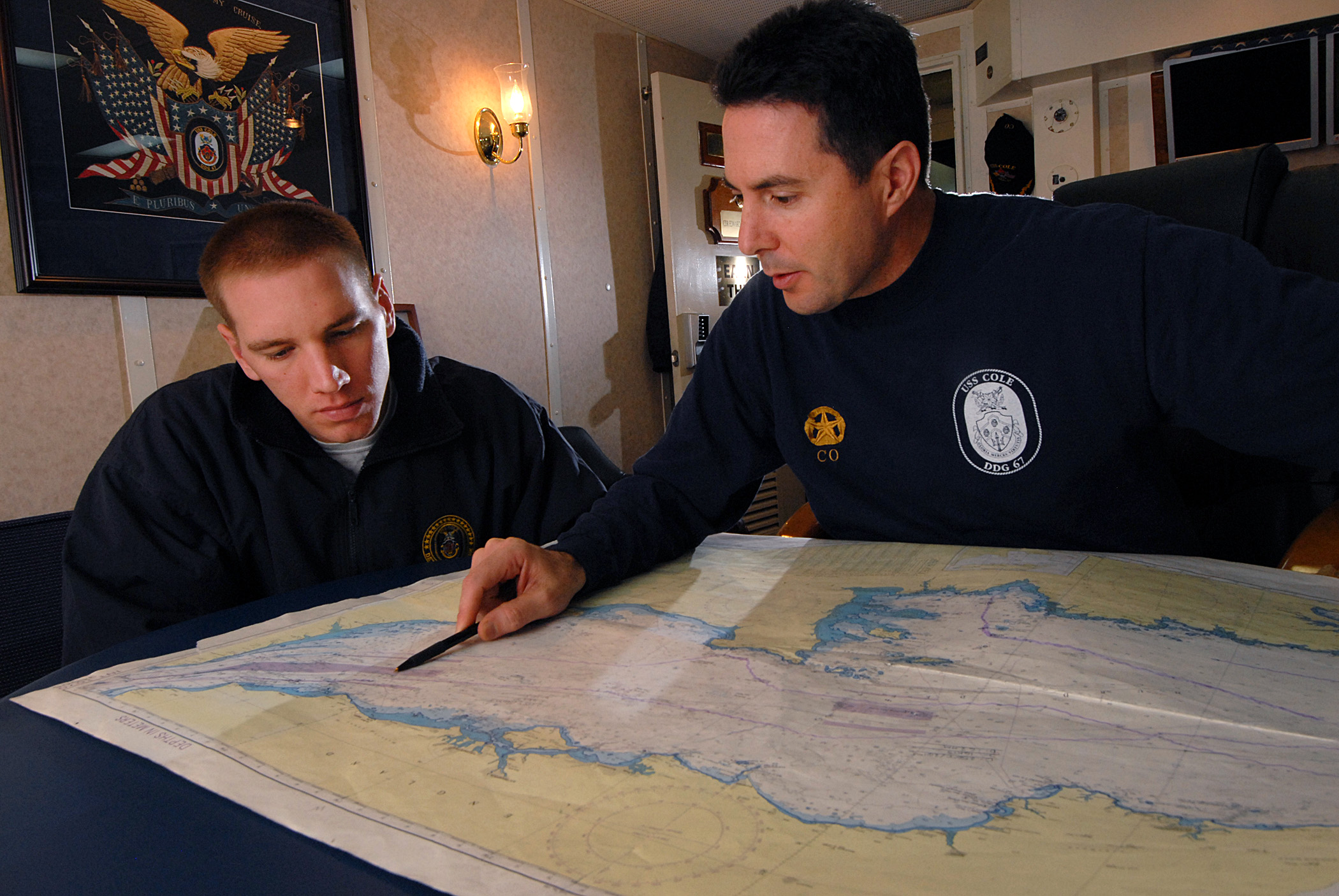
A Cole parancsnoka, Cmdr. Edward Devinney, navigációs térképeket tekint át a hajó navigátorával, Francis Dore-al
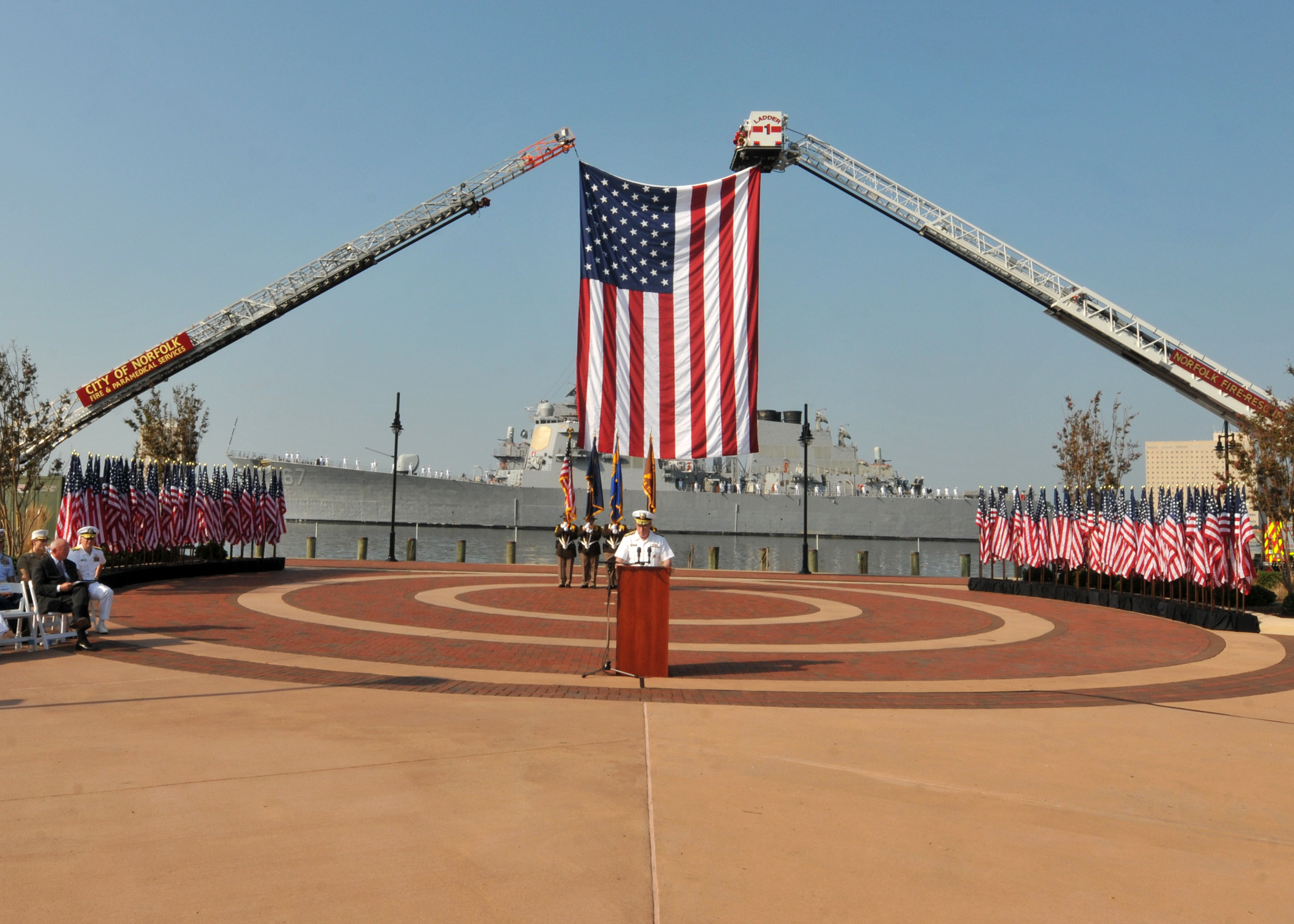
Szeptember 11-i megemlékezés a Virginia állambeli Norfolk haditengerészeti támaszponton, háttérben a Cole-al, 2011. szeptember 11.

### Fordítás
- Ez a szócikk részben vagy egészben  az   USS Cole (DDG-67) című angol Wikipédia-szócikk ezen változatának fordításán alapul.  Az eredeti cikk szerkesztőit annak laptörténete sorolja fel. Ez a jelzés csupán a megfogalmazás eredetét és a szerzői jogokat jelzi, nem szolgál a cikkben szereplő információk forrásmegjelöléseként.

### Hivatalos oldal
- USS COLE (DDG 67) Archiválva 2011. április 29-i dátummal a Wayback Machine-ben

### Egyéb
- Naval Vessel Register
- globalsecurity.org: DDG class chips